# Thaumastoptera intermixta
Thaumastoptera intermixta är en tvåvingeart som beskrevs av Evgenyi Nikolayevich Savchenko 1974. Thaumastoptera intermixta ingår i släktet Thaumastoptera och familjen småharkrankar. Inga underarter finns listade i Catalogue of Life.